# Neolimnus ageratus
Neolimnus ageratus är en insektsart som beskrevs av Melichar 1904. Neolimnus ageratus ingår i släktet Neolimnus och familjen dvärgstritar. Inga underarter finns listade i Catalogue of Life.